# Relations entre l'Allemagne et la Bulgarie
Les relations entre l'Allemagne et la Bulgarie sont les relations étrangères bilatérales de l'Allemagne et de la Bulgarie. La Bulgarie a son ambassade à Berlin, un consulat général à Munich et un bureau à Bonn. L'Allemagne a son ambassade à Sofia. En tant qu'États membres de l'Union européenne, le gouvernement bulgare voit l'Allemagne comme un partenaire stratégique au sein de l’Union. Certains ministres bulgares et le président Rossen Plevneliev parlent allemand. Les experts allemands étaient et sont toujours actifs en tant que conseiller du gouvernement dans le cadre de la mise en œuvre de réformes permettant le renforcement de l'intégration de la Bulgarie dans l'Union européenne.

## Histoire
Le prince Alexandre de Battenberg était issue de la maison hessoise de Battenberg et devint, de 1879 à 1886, le premier prince de la principauté de Bulgarie, créée en 1878. Il a été suivit de 1887 à 1918 par Ferdinand Ier, issu de la maison allemande de Saxe-Cobourg et Gotha. En 1908, il prend le titre de tsar de Bulgarie.

### Première Guerre mondiale
Pendant la Première Guerre mondiale, le Royaume de Bulgarie est resté neutre durant la première année. En 1915, l'Allemagne et l’Autriche réalisèrent qu'elles avaient besoin de l’aide de la Bulgarie pour défaire militairement la Serbie. Ceci permit également d'ouvrir une ligne d'approvisionnement entre l’Allemagne et la Turquie afin de renforcer le front oriental face à la Russie. En retour, la Bulgarie exigeait des gains territoriaux, notamment la Macédoine, que l’Autriche ne souhaitait pas accorder mais pour laquelle Berlin insista. La Bulgarie négocia également avec les Alliés, qui proposaient des termes moins avantageux. En 1915, le gouvernement du Premier ministre libéral Vassil Radoslavov s'aligna avec les Puissances centrales même si cela signifiait devenir un allié des Ottomans, pourtant ennemi religieux et politique traditionnel de la Bulgarie.
Alors que la Bulgarie n’avait pas de revendications territoriales face aux Ottomans, elle s'opposait davantage à la Serbie, à la Grèce et à la Roumanie (alliés de la France et du Royaume-Uni) et souhaitait saisir leurs terres (que les Bulgares considéraient comme les leurs). Finalement, en septembre 1915, un traité entre l’Autriche, l'Allemagne et la Bulgarie, à l'origine secret, fut signé. Selon ce traité, la Bulgarie aurait dominé les Balkans en cas de victoire dans la guerre,.

### Entre-deux guerres
Après leur défaite et les pertes territoriales, Ferdinand Ier fut contraint d'abdiquer en 1918. Il a été remplacé par son fils Boris III, qui a dirigé le pays jusqu'à sa mort en 1943.

### Seconde Guerre mondiale
Entre 1939 et 1941, la Bulgarie reste neutre. Néanmoins, elle se rapproche progressivement de l'Axe dont elle devient l'alliée à partir du 1er mars 1941, date à laquelle l'adhésion de la Bulgarie à l'Axe est officialisée lors d'une cérémonie à laquelle sont convoqués le président du Conseil et le ministre des Affaires étrangères bulgares et par l'entrée de troupes allemandes dans le Royaume. En 1943, Siméon II succède à son père à l'âge de six ans (une régence à trois têtes est alors instituée du fait de sa minorité). Durant cette période, la Bulgarie restera proche de l’Axe jusqu'au 9 septembre 1944 et bascule ensuite du côté des Alliés jusqu'à la fin de la guerre.

### Arrivée au pouvoir des communistes en Allemagne de l’Est et en Bulgarie
En 1946, l’arrivée des Communistes au pouvoir entraîne la chute de la monarchie et l’institution de la république populaire de Bulgarie. Les relations diplomatiques entre l'Allemagne de l’Est et la république populaire de Bulgarie ont été officialisées le 17 octobre 1949.

### Chute du communisme et adhésion à l'Union européenne
Après la chute du régime communiste en 1989, l'Allemagne réunifiée a soutenu les efforts de transformation et de démocratisation accomplis par la Bulgarie en vue de l'adhésion à l'UE à l’aide de diverses mesures et des aides s'élevant à un total de 200 millions d'euros. Le dernier tsar bulgare, Siméon II, est devenue Premier ministre de Bulgarie entre 2001 et 2005.

## Sources
- (en) Cet article est partiellement ou en totalité issu de l’article de Wikipédia en anglais intitulé « Bulgaria–Germany relations » (voir la liste des auteurs).

- (de) Cet article est partiellement ou en totalité issu de l’article de Wikipédia en allemand intitulé « Bulgarisch-deutsche Beziehungen » (voir la liste des auteurs).

## Compléments